# لوئیس فرناندو سانتی
لوئیس فرناندو سانتی (انگلیسی: Luis Fernando Centi؛ زادهٔ ۱۶ سپتامبر ۱۹۷۶) بازیکن فوتبال اهل ایتالیا است.
از باشگاه‌هایی که در آن بازی کرده‌است می‌توان به باشگاه فوتبال کارپی، باشگاه فوتبال آسکولی، باشگاه فوتبال ارورا پرو پاتریا ۱۹۱۹، باشگاه فوتبال پیاچنزا، باشگاه فوتبال آ. ث. لومتزانه، باشگاه فوتبال آتالانتا، باشگاه فوتبال کومو، باشگاه فوتبال لیورنو، باشگاه فوتبال اسپال، و باشگاه فوتبال وارزه اشاره کرد.